# Body Talk (album d'Imagination)
Pour les articles homonymes, voir Body Talk.
Albums de Imagination
In the Heat of the Night
(1982)
Singles
1. Body Talk (en)
Sortie : 1er mai 1981
2. In and Out of Love
Sortie : août 1981
3. Flashback
Sortie : novembre 1981
4. Burnin' Up
Sortie : février 1982

Body Talk est le premier album du groupe britannique de soul-dance Imagination, produit par Steve Jolley and Tony Swain et sorti le 9 octobre 1981. C'est l'un des premiers albums de son genre à avoir un son « britannique » distinctif au lieu d'être une tentative de recréer des styles américains contemporains.
Body Talk s'est avéré être un album durable, les titres So Good, So Right et Burnin' Up étant cités comme influents et en avance sur leur temps, ce dernier a été reconnu par le disc jockey et compositeur américain Frankie Knuckles comme un morceau clé du développement de la musique house,.

## Accueil commercial
La chanson-titre Body Talk a été un succès immédiat, atteignant la 4e place du classement des singles britanniques. Deux autres singles, In and Out of Love et Flashback, ont également atteint le top 20. L'album lui-même a atteint la 20e place du classement UK Albums Chart et a été certifié disque d'or en France et au Royaume-Uni.

## Liste des pistes
Toutes les pistes sont produites par Steve Jolley et Tony Swain.
| A1. | Body Talk (en)    | Steve Jolley, Tony Swain, Ashley Ingram, Leee John                | 6:01 |
| A2. | So Good, So Right | Steve Jolley, Tony Swain, Ashley Ingram, Leee John, Errol Kennedy | 6:58 |
| A3. | Burnin' Up        | Steve Jolley, Tony Swain, Ashley Ingram, Leee John, Errol Kennedy | 4:45 |

| Face B | Face B                                     | Face B                                                            | Face B | Face B | Face B | Face B | Face B | Face B | Face B |
| No     | Titre                                      | Auteur                                                            | Durée  |        |        |        |        |        |        |
| ------ | ------------------------------------------ | ----------------------------------------------------------------- | ------ | ------ | ------ | ------ | ------ | ------ | ------ |
| B1.    | Tell Me Do You Want My Love                | Steve Jolley, Tony Swain, Ashley Ingram, Leee John, Errol Kennedy | 5:27   |        |        |        |        |        |        |
| B2.    | Flashback                                  | Steve Jolley, Tony Swain, Ashley Ingram, Leee John                | 4:30   |        |        |        |        |        |        |
| B3.    | I'll Always Love You (But Don't Look Back) | Steve Jolley, Tony Swain, Ashley Ingram, Leee John, Errol Kennedy | 3:54   |        |        |        |        |        |        |
| B4.    | In and Out of Love                         | Steve Jolley, Tony Swain, Ashley Ingram, Leee John                | 5:31   |        |        |        |        |        |        |
| 37:06  |                                            |                                                                   |        |        |        |        |        |        |        |

## Crédits
Imagination
- Leee John - voix principale, claviers
- Ashley Ingram - basse, voix
- Errol Kennedy - batterie, percussion

Autres musiciens et personnel
- Orphy Robinson - vibraphone sur In and Out of Love
- Tony Swain - claviers additionnels
- Steve Jolley - percussions additionnelles
- Eliot Cohen, Ellis Elias, Morgan Khan - production exécutive

## Classements et certifications

### Classements hebdomadaires
| Classement (1981-1982)               | Meilleure position |
| ------------------------------------ | ------------------ |
| Allemagne de l'Ouest (Media Control) | 37                 |
| États-Unis (Top R&B/Hip-Hop Albums)  | 46                 |
| France (IFOP)                        | 1                  |
| Norvège (VG-lista)                   | 21                 |
| Royaume-Uni (UK Albums Chart)        | 20                 |
| Suède (Sverigetopplistan)            | 37                 |

### Certifications
| Pays                                                                    | Certification | Ventes certifiées |
| ----------------------------------------------------------------------- | ------------- | ----------------- |
| France (SNEP)                                                           | Or            | 100 000^          |
| Royaume-Uni (BPI)                                                       | Or            | 100 000^          |
| ^Mise en rayon selon la certification xNon précisé par la certification |               |                   |

## Historique de sortie
| Pays        | Date           | Format           | Label                | Réf.   |
| ----------- | -------------- | ---------------- | -------------------- | ------ |
| Royaume-Uni | 9 octobre 1981 | - LP - cassette  | R&B (Pye)            | [ 2 ]  |
| États-Unis  | 1981           | - LP - cassette  | MCA                  | [ 12 ] |
| Divers      | 1981           | - LP - cassette  | Ariola               | [ 12 ] |
| France      | 1981           | Cassette         | Arabella             | [ 12 ] |
| Europe      | 1990           | - CD - cassette  | RCA                  | ,      |
| France      | 2017           | LP (180 grammes) | - R&B - Wagram Music | [ 15 ] |